# Kirche + Kunst
Kirche + Kunst ist eine deutsche wissenschaftliche Zeitschrift für christliche Kunst. Sie wird herausgegeben vom Verein für Christliche Kunst in der Evangelisch-Lutherischen Kirche in Bayern (ELKB). Seit 2022 erscheint sie als Jahrbuch.
Die 1909 gegründete Zeitschrift widmete sich zunächst der christlichen Kunst in und an evangelischen Kirchenbauten, während seit Mitte der 1960er Jahre eine stärker ökumenische Ausrichtung erkennbar ist. Im Zuge eines wissenschaftlichen Paradigmenwechsels in der Christlichen Archäologie und Kunstgeschichte einerseits sowie in der Praktischen Theologie andererseits nehmen die Beiträge seit den 1980er Jahren verstärkt auch kunsthermeneutische, kirchenpädagogische und ästhetische Fragestellungen auf.  